# رومی کاساهارا
رومی کاساهارا (انگلیسی: Rumi Kasahara; ۸ مارس ۱۹۷۰ – ) صداپیشه اهل ژاپن بود.